# Ia Phang
Ia Phang là một xã thuộc huyện Chư Pưh, tỉnh Gia Lai, Việt Nam.
Xã Ia Phang có diện tích 127,11 km², dân số năm 2000 là 5.214 người, mật độ dân số đạt 41 người/km².